# 若林東一
若林 東一（わかばやし とういち、1912年（明治45年）3月27日 - 1943年（昭和18年）1月14日）は、日本陸軍の軍人。最終階級は陸軍大尉。
山梨県出身。兵卒から士官になった陸軍軍人。香港攻略戦の英雄として知られている。

## 生涯
山梨県南部町出身。1933年（昭和8年）1月に甲府の第1師団歩兵第49連隊に入営、伍長、軍曹と昇進した後 1936年（昭和11年）4月に陸軍予科士官学校に入校、1938年（昭和13年）4月に士官学校本科に進み、1939年（昭和14年）9月に52期歩兵科で卒業、11月に歩兵少尉任官。
中国大陸の作戦に参加した後、第38師団歩兵第228連隊第10中隊長として、九龍半島香港攻略作戦及びガダルカナル島作戦に参加した。

## 九龍半島攻略作戦
九龍半島には「ジン・ドリンカーズ・ライン（en:Gin Drinkers Line）」と呼ばれる堅固なトーチカ陣地があり、攻略には数週間かかると見積もられていた。連隊長土井定七大佐（26期）に夜襲を命ぜられた大隊の若林中隊は二五五高地を奪取し、更に三四一高地をも奪取した。これに乗じた師団は、攻撃を開始し、主防衛線である三六六高地と二五六高地を占領した。英軍はたまらず、香港島へ撤退した。
23軍司令部では、土井連隊長の独断専行について軍法会議に付すべきとの声もあがったが、「若林中尉が、前線を偵察中に偶然敵兵力配備の欠陥と警戒の虚を発見し、挺進敵陣地に突入しこれを奪取した」とすることで収拾が図られ、中尉には感状が授与された。「斥候中の挺進奪取」という話が流布した。
この戦闘での英軍捕虜ジェームズ大尉は、まず退避させており「この将校は立派な紳士だ。情け深く礼儀正しい。こんな優れた将校は英国軍隊でも珍しい」と語ったという。

## ガダルカナル島で戦死
1942年（昭和17年）11月、ガダルカナル島奪回の為同島に派遣された 第38師団歩兵第228連隊師団の若林中隊は、見晴山死守を命ぜられたが、奮戦するも衆寡敵せず、1943年（昭和18年）1月14日に戦死した。
同年9月21日夜に放送されたラジオ番組『若き血に祈る』で陸軍省兵務課長によって、その壮絶な最期が紹介された。
「私は今ここに彼のガダルカナルに日本男子の忠魂を留めて護国の神となられたた若林中尉の雄々しくも崇高な言葉を諸君とともに振り返ってみたいとおもう」として、ガダルカナルにおける若林中尉の凄絶な行動を紹介した。
『両手両足を敵弾に奪われた若林中尉は、当番兵に背負われて大隊長（西山遼少佐）のもとに報告に行った時、大隊長は後ろに下がって傷を治療するように優しく言った。その時、若林中尉はにっこりと笑って答えたのである。《大隊長殿、言葉を返して済みませんが、私は生きながらへて偉くならうなどという考へは毛頭ありません。私の持っている一切を天皇陛下に捧げ奉ろうとして私は戦つてゐるのであります。私は神国日本の天壌無窮を信じます。私は大東亜戦争の必勝を信じます。私は後に続くものを信じます。香港以来私を中心として戦い抜いた中隊の兵と一緒に死ぬのが私の唯一の願望であります》 そしてまた当番兵に背負われて最前線の陣地に帰り、その愛する部下とともに大義に殉じたのである』
。

## 経歴
- 1933年（昭和8年）1月	甲種合格・第1師団歩兵第49連隊に入営
- 1934年（昭和9年）11月	仙台陸軍教導学校卒業
- 1934年12月	陸軍歩兵伍長・歩兵第49連隊付
- 1935年（昭和10年）4月	天津駐在歩兵隊
- 1935年12月	陸軍歩兵軍曹
- 1936年（昭和11年）4月	陸軍予科士官学校入学
- 1938年（昭和13年）2月	陸軍士官学校本科入学
- 1939年（昭和14年）9月7日	陸軍士官学校本科508名を濱田泰臣(工兵)、山内一正(砲兵)に次いで3番（歩兵科では首席）で卒業。
- 1939年11月	陸軍歩兵少尉・歩兵第34連隊付
- 1940年（昭和15年）3月	歩兵第228連隊付
- 1940年12月	陸軍中尉（この年、兵科撤廃）・歩兵第228連隊第10中隊長
- 1941年（昭和16年）12月	香港攻略作戦に参加
- 1942年（昭和17年）11月	ガダルカナル島に上陸
- 1943年（昭和18年）1月14日	ガダルカナル島の見晴山で戦死、陸軍大尉に進級
- 1943年2月	第17軍司令官・百武晴吉中将より個人感状授与
- 1943年8月	第8方面軍司令官・今村均大将より個人感状授与[3]